# Vukan Savićević
Vukan Savićević [vukan savičevič] (srbskou cyrilicí Вукан Савићевић; * 29. ledna 1994, Bělehrad) je srbsko-černohorský fotbalový záložník a reprezentant Černé Hory, od srpna 2020 hráč tureckého mužstva Samsunspor. V zahraničí působil na klubové úrovni na Slovensku a v Polsku. V mládežnických kategoriích reprezentoval Černou Horu i Srbsko, má občanství obou těchto zemí. Může nastoupit na postu ofenzivního nebo defenzivního záložníka.

## Klubová kariéra

### FK Crvena zvezda
Je odchovancem klubu FK Crvena zvezda, kde se v průběhu ročníku 2012/13 propracoval do prvního týmu.

#### Sezóna 2012/13
Svoji ligovou premiéru si připsal 22. 9. 2012 v 6. kole proti Hajduku Kula (výhra 1:0), na hřiště přišel v 90. minutě. Svůj první ligový gól vstřelil 27. února 2013 proti klubu FK Javor Ivanjica, když v 58. minutě vyrovnával na 1:1. Crvena zvezda nakonec na domácí půdě vyhrála 2:1. Celkem si během sezony připsal 10 ligových zápasů.

#### Sezóna 2013/14
S Crvenou zvezdou postoupil přes islandský tým Íþróttabandalag Vestmannaeyja (výhra 2:0 a remíza 0:0) do třetího předkola Evropské ligy UEFA 2013/14. V něm v zápase proti ukrajinskému celku FK Černomorec Oděsa vsítil v 59. minutě branku na 1:2, Černomorec nakonec vyhrál 3:1. V odvetě zápas skončil remízou 0:0 a zvezda vypadla. Na jaře 2014 získal s týmem ligový titul. V ročníku 2013/14 odehrál v lize 17 střetnutí.

#### Sezóna 2014/15
Svůj jediný gól v lize dal ve 29. kole proti mužstvu OFK Bělehrad, v 89. minutě zvyšoval na konečných 4:2. Během roku nastřádal 10 ligových startů.

#### Sezóna 2015/16
S bělehradským celkem se představil v prvním předkole Evropské ligy UEFA 2015/2016, v němž Crvena zvezda vypadla po prohrách 0:2 a 1:2 s Kajratem Almaty z Kazachstánu. 19. července 2015 v úvodním kole vstřelil dvě branky do sítě týmu OFK Bělehrad, prosadil se v 56. a 59. minutě. Zároveň se podílel na vysoké výhře 6:2 na hřišti soupeře. V ročníku nastoupil jen ke třem utkáním v lize, jelikož v průběhu podzimu 2015 odešel. V sezoně 2015/16 získala FK Crvena zvezda mistrovský titul, na kterém se Savićević částečně podílel.

### ŠK Slovan Bratislava
V srpnu 2015 přestoupil do zahraničí konkrétně na Slovensko, kde podepsal čtyřletý kontrakt se Slovanem Bratislava.

#### Sezóna 2015/16
Ligový debut si odbyl v devátém kole hraném 20. 9. 2015 proti klubu AS Trenčín, nastoupil na 90 minut a zápas skončil bezbrankovou remízou. Poprvé se střelecky prosadil proti mužstvu FC DAC 1904 Dunajská Streda (výhra 2:0), když ve 39. minutě otevřel z pokutového kopu skóre zápasu. Svůj druhý přesný střelecký zásah si připsal proti týmu MFK Skalica, pět minut před konce zvyšoval na konečných 2:0. Se Slovanem na jaře 2016 došel až do finále slovenského poháru, kde tým podlehl v utkání hraném v Trnavě mužstvu AS Trenčín v poměru 1:3. Během sezony odehrál 20 ligových zápasů.

#### Sezóna 2016/17
S klubem se představil v prvním předkole Evropské ligy UEFA 2016/2017 proti albánskému týmu KF Partizani. Úvodní zápas skončil bezbrankovou remízou, ale odveta v Senici se neuskutečnila. Partizani bylo přesunuto do druhého předkola Ligy mistrů UEFA 2016/17 na místo tehdejšího albánského mistra KF Skënderbeu Korçë vyloučeného kvůli podezření z ovlivňování zápasů a Slovan postoupil automaticky do dalšího předkola. Ve druhém předkole "belasí" remizovali 0:0 a prohráli 0:3 s mužstvem FK Jelgava z Lotyšska a vypadl. Svoji jedinou branku v ročníku vstřelil ve 13. kole hraném 22. 10. 2016 proti ViOnu Zlaté Moravce – Vráble, Slovanu gólem z 16. minuty pomohl k vysoké výhře 5:1 na půdě Zlatých Moravců. V ročníku 2016/17 získal s "belasými" domácí pohár, když společně se svými spoluhráči porazil ve finále hraném 1. května 2017 na stadionu NTC Poprad tehdy druholigový tým MFK Skalica v poměru 3:0. Celkem v sezoně nastoupil v lize k 23 utkáním.

#### Sezóna 2017/18
23. června 2017 odehrál za mužstvo celých devadesát minut v utkání Česko-slovenského Superpoháru hraného v Uherském Hradišti proti českému celku FC Fastav Zlín, kterému Slovan Bratislava podlehl v penaltovém rozstřelu. V úvodním zápase prvního předkola Evropské ligy UEFA 2017/18 se střelecky prosadil proti arménskému klubu FC Pjunik Jerevan (výhra 4:1), Slovan po vítězství 5:0 v odvetě postoupil do druhého předkola, v němž po prohrách 0:1 a 1:2 s týmem Lyngby BK z Dánska vypadl. Svoji první ligovou branku v sezoně 2017/18 vstřelil ve druhém kole hraném 29. 7. 2017 v souboji s ViOnem Zlaté Moravce – Vráble, když svoji trefou z 52. minuty rozhodl o výhře 2:1. Podruhé v ročníku skóroval v šestém kole proti mužstvu FK Železiarne Podbrezová, když v 80. minutě zvyšoval na konečných 4:1. Svůj třetí ligový gól v sezoně zaznamenal 14. dubna 2018 v souboji s Trenčínem (prohra 1:3), prosadil se v 69. minutě. Na jaře 2018 se podílel se Slovanem na obhajobě zisku slovenského poháru z předešlého ročníku 2016/17, i když ve finále hraném 1. května 2018 v Trnavě proti celku MFK Ružomberok (výhra 3:1) nenastoupil. V utkání hraném 5. 5. 2018 proti Ružomberku (prohra 0:1) musel Savićević po faulu soupeřova kapitána Jána Masla již ve 24. minutě kvůli zranění nuceně střídat a na jeho místo přišel na hrací plochu Joeri de Kamps. Pozdější vyšetření ukázaly zlomeniny třech žeber, jedno žebro bylo posunuté a hráč měl rovněž pohmožděné plíce. Během roku nastoupil k 23 ligovým střetnutím.

#### Sezóna 2018/19
S "belasými" postoupil přes moldavský klub FC Milsami Orhei (výhry 4:2 a 5:0) a tým Balzan FC z Malty (prohra 1:2 a výhra 3:1) do třetího předkola Evropské ligy UEFA 2018/19, v němž Slovan vypadl po výhře 2:1 a prohře 0:4 s rakouským celkem Rapid Vídeň. V předkolech EL zaznamenal jednu branku, prosadil se v úvodním střetnutí s Balzanem. První ligový zápas po zranění odehrál 22. července 2018 v úvodním kole v souboji s ViOnem Zlaté Moravce – Vráble (výhra 4:1), na hřiště přišel v 59. minutě místo Ibrahima Rabia a krátce po svém příchodu vsítil branku na 3:1. Na podzim 2018 odehrál v lize 16 utkání. V sezoně 2018/19 získali "belasí" mistrovský titul, na kterém se Savićević částečně podílel.

### Wisla Krakov
V zimním přestupovém období ročníku 2018/19 měl Savićević nabídku od polského celku Wisla Krakov, avšak Slovan ji odmítl a viceprezident klubu Ivan Kmotrík mladší se s hráčem dohodl ústně na prodloužení smlouvy. Nakonec však Wisla nabídku na přestup zvýšila a Savičević se stal jejím hráčem.

#### Sezóna 2018/19
Svůj první ligový zápas v dresu Wisly si připsal 3. 3. 2019 ve 24. kole proti mužstvu Pogoń Szczecin (prohra 2:3), na hrací plochu přišel v 60. minutě. Poprvé v dresu tohoto celku se střelecky prosadil v následujícím kole v souboji s Koronou Kielce, skóroval v 55. minutě a podílel se na vysokém vítězství 6:2 na hřišti soupeře. Svůj druhý ligový gól v sezoně za Wislu vsítil 18. května 2019 proti klubu Miedź Legnica (prohra 4:5). Během půl roku nastoupil k 12 ligovým střetnutím.

#### Sezóna 2019/20
Poprvé v ročníku dal branku v souboji s týmem ŁKS Łódź (výhra 4:0), když v 61. minutě zvyšoval na 3:0. Ve 22. kole hraném 16. 2. 2020 vstřelil jediný a tudíž vítězný gól zápasu se Zagłębie Lubin. Následně skóroval ve 26. kole proti Lechu Poznań (remíza 1:1), prosadil se v šesté minutě. Svoji čtvrtou branku v sezoně zaznamenal v souboji s Rakówem Częstochowa, Savićević dal vítězný gól na konečných 3:2. V ročníku 2019/20 odehrál v lize 22 utkání.

### Samsunspor
V srpnu 2020 odešel do Turecka do Samsunsporu, kde se stal posilou tehdejšího nováčka druhé nejvyšší soutěže.

## Klubové statistiky
Aktuální k 29. červenci 2020
| Sezona    | Klub                 | Soutěž       | Zápasy | Góly |
| --------- | -------------------- | ------------ | ------ | ---- |
| 2012/2013 | FK Crvena zvezda     | SuperLiga    | 10     | 1    |
| 2013/2014 | FK Crvena zvezda     | SuperLiga    | 17     | 0    |
| 2014/2015 | FK Crvena zvezda     | SuperLiga    | 10     | 1    |
| 2015/2016 | FK Crvena zvezda     | SuperLiga    | 3      | 2    |
| 2015/2016 | ŠK Slovan Bratislava | Fortuna liga | 20     | 2    |
| 2016/2017 | ŠK Slovan Bratislava | Fortuna liga | 23     | 1    |
| 2017/2018 | ŠK Slovan Bratislava | Fortuna liga | 23     | 3    |
| 2018/2019 | ŠK Slovan Bratislava | Fortuna liga | 16     | 1    |
| 2018/2019 | Wisla Krakov         | Ekstraklasa  | 12     | 2    |
| 2019/2020 | Wisla Krakov         | Ekstraklasa  | 22     | 4    |
| 2020/2021 | Samsunspor           | PTT 1. Lig   |        |      |

## Reprezentační kariéra

### Mládežnické reprezentace
Nejprve nastupoval v letech 2009–2010 za reprezentaci Černé Hory do 17 let, následně reprezentoval Srbsko v kategoriích U18 a U19. V letech 2015–2017 nastupoval za černohorskou jedenadvacítku.

### A-mužstvo
V A-týmu Černé Hory debutoval pod trenérem Ljubišem Tumbakovićem v přátelském zápase v Podgorica 4. června 2017 proti reprezentaci Íránu (prohra 1:2), odehrál celé utkání.

### Reprezentační zápasy
Zápasy Vukana Savićeviće v A-týmu černohorské reprezentace
| 2017                | 1 | 0 |
| 2018                | 0 | 0 |
| 2019                | 3 | 0 |
| Celkem              | 4 | 0 |
| Platí k 29. 7. 2020 |   |   |